# こぼれる黄金の砂 -What it be like-
『こぼれる黄金の砂―What it be like―』（こぼれるきんのすな ホワット・イット・ビー・ライク）は、1987年2月25日に発表された浅川マキの20枚目のアルバムである。
2011年6月15日、紙ジャケット仕様でリマスタリングの上、再発売され（規格品番：TOCT-27081）。

## 解説
- タイトルの『黄金』は、「おうごん」ではなく「きん」と読む。
- Track4,5,7,8は『DARKNESS II』に、Track4は『Long Good-Bye』にもそれぞれ収録されている。

## 収録曲

### side:A
1. KEEP ON KEEP ON
  - 作詩[1]・作曲：CECIL MONROE／日本語詩：浅川マキ
2. 憂愁
  - 作詩・作曲：浅川マキ
3. こぼれる黄金の砂―DREAMTIME―
  - 作詩：浅川マキ／作曲：DARYL HALL・JOHN BEEBY／補作曲：浅川マキ
  - ホール＆オーツのメンバー、ダリル・ホールのヒット曲「ドリームタイム」のカヴァーである。
4. 放し飼い
  - 作詩・作曲：浅川マキ
5. MUSIC LOVE
  - 作詩・作曲：CECIL MONROE／日本語詩：浅川マキ

### side:B
1. あなたのなかを旅したい
  - 作詩・作曲：浅川マキ
2. あんたが古いブルースを歌えと言うから
  - 作詩：浅川マキ／作曲：BOBBY WATSON
3. ZERO HOUR
  - 作詩：浅川マキ・CECIL MONROE／作曲：浅川マキ
4. HERE TO STAY
  - 作詩・作曲：山内テツ／日本語詩：浅川マキ

## 演奏者
- 浅川マキ：Vocal
- CECIL MONROE：Drums, Percussion, Vocal(1,5)
- 土方隆行：E.Guitar, A.Guitar(6)
- BOBBY WATSON：Bass, Synthesizer(7)
- 渋谷毅：Piano(6), Keyboard(5)
- 植松孝夫：Tenor Saxophone(5,7)
- ホッピー神山：Keyboard, Synthesizer(3,4,5,7,8), Piano(5)
- つのだ★ひろ：Percussion(4,6)
- 山内テツ：E.Guitar(1,2,5,8), A.Guitar(9), Bass(3,9)
- BRASS LIGHTNING：Horn Section(1,2)
- CLAY LAWREY：Horn Arrangements, Trombone

## レコーディング・スタッフ
- 奥村誠二：Recording Engineer
- 藤枝俊量：Assistant Engineer
- 吉野金次：Mixing Engineer
- 柳沢一彦：Assistant Engineer
- 井原征則：Assistant Engineer
- 柴田徹：Music Production
- 田村仁：Photographer
- 板垣驥：Art Director
- 小島みどり：Editor
- 田中彰：Director
- 小林壮一：Producer
- 中曽根純也：Producer
- 石坂敬一：Executive Producer

## Special Thanks
- 白井幹夫
- 平井達也
- TOSHIKO MONROE
- NORIKO WATSON
- 入江要平